# Lake Muir
Lake Muir is een meer in de regio South West in West-Australië. Het ligt langs de Muir Highway, ten noorden van Walpole en ten zuidoosten van Manjimup.

## Geschiedenis
Ten tijde van de Europese kolonisatie leefden de Minang Nyungah Aborigines in het gebied.
Lake Muir werd vernoemd naar de familie Muir, een pioniersfamilie die zich midden de 19e eeuw in het zuidwesten van West-Australië vestigde.

## Geografie
Lake Muir ligt in de regio South West in West-Australië. Het meer is 46 km² groot en wordt door drasland omringt. Het meer en drasland maken deel uit van het 694 km² grote 'Lake Muir-Unicup System'. Bij overstromingen loopt het meer over in de rivier de Deep; en mogelijk ook in de rivier de Frankland via de 'Poorginup Gully'. Lake Muir vangt water op van een 370 km² groot stroomgebied met efemere meren, moerassen en overstromingsgebieden.

## Hydrografie
Het water in het meer is brak tegen het einde van de winter en zout in de zomer. Tegen de herfst staat het meer droog.

## Fauna en flora
Lake Muir valt onder de Ramsar-conventie.
'Birdlife Interantional' heeft enkele plaatsen rond Lake Muir tot Important Bird Area (IBA) uitgeroepen omdat de bedreigde Australische roerdomp er leeft. Lake Muir valt voorlopig niet onder de IBA omdat het niet geschikt is voor de roerdomp maar de aanwezigheid van grote aantallen Australische bergeenden kan daar verandering in brengen.

## Klimaat
Het meer ligt in een gebied met een mediterraan klimaat met koele vochtige winters en hete droge zomers. Het gebied kent een gemiddelde regenval tussen 900 mm en 700 mm meer naar het noordoosten toe.

## Toerisme
Lake Muir is ondergebracht in een nationaal park. 'Parks and Wildlife Service' heeft er een vlonderpad aangelegd en een vogelkijkhut gebouwd.